# Ілеана Рос-Лейтінен
Ілеана Рос-Лейтінен (англ. Ileana Ros-Lehtinen; нар. 15 липня 1952, Гавана, Куба) — американський політик з Республіканської партії. Член Палати представників США від штату Флорида з 1989, з 2011 по 2013 очолювала Комітет у закордонних справах.
Рос-Лехтінен належить до Єпископальної церкви. Її мати перейшла з юдаїзму в католицтво. Бабуся і дідусь були сефардами, які переїхали на Кубу з Туреччини.
У 2004 захистила докторську дисертацію у галузі освіти в Університеті Маямі.